# 附肢

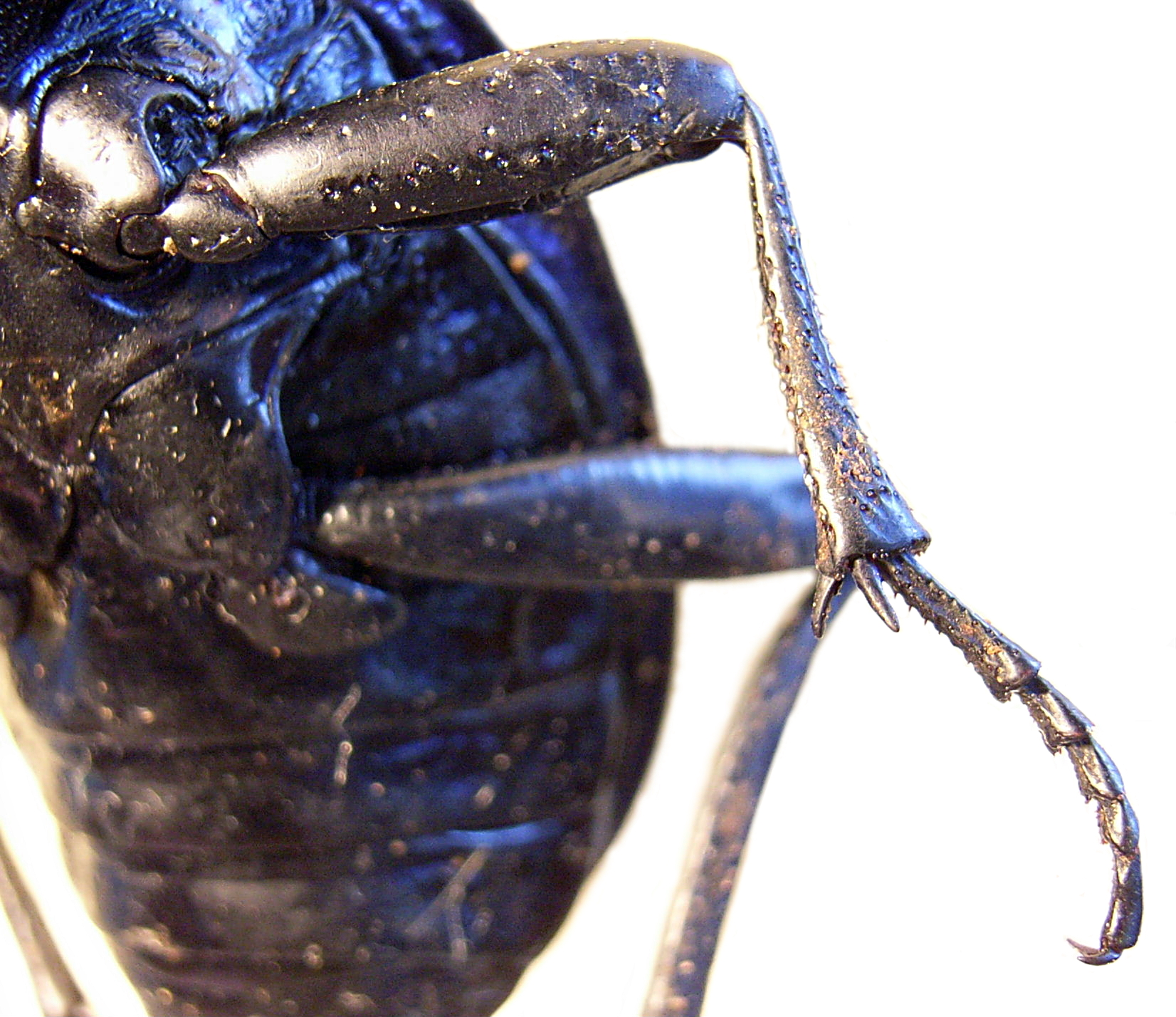
甲蟲的腿

附肢又稱附器，是指自生物突出或自然延伸的體外部位。
在無脊椎動物是指自體節伸展出的任何相似或同源部位，包括了觸角、口器、螯肢、觸肢、鰓、運動肢、生殖器、尾肢；此外，不同功用的附器，另可有不同的名稱，例如：螯足、步足、顎足、腹肢、尾節:213、游泳肢、生殖肢、排尿肢等。其中，节肢动物的附肢高度特化，附肢亦可分節，負責感覺、行走、游泳、進食、以至生殖等不同活動。
在脊椎動物則可指運動部位（包括尾、鰭、腿、鰭肢、翼)、外露生殖器、犄角、吻、耳殼、觸鬚。
不同物種的附肢可能會有特別的名稱，例如：軟舌螺的海倫體（helens）；不同形態的附肢又可有不同的用詞，例如：螃蟹的兩隻螯和八條腿就屬於關節性附肢:8。

## 參看
- Appendicular skeleton